# 前田圭治
前田 圭治（まえだ けいじ、1982年7月23日 - ）は、富山県出身の男子フィールドホッケー選手である。176 cm、71 kg。名古屋フラーテル所属。ポジションはディフェンス。

## 来歴
- 小学校4年の時GKとしてホッケーを始め、中学からフィールドに転向。石動高校を経て、天理大学に入学。4回生時はキャプテンとしてチームを統率し、日本リーグ準優勝、大学王座決定戦優勝、全日本学生選手権優勝、全日本選手権準優勝など数々の勝利をチームにもたらす原動力となる。そのディフェンスの才能を買われ4回生で日本代表に選ばれる。

- 卒業後の2005年に男子ホッケーの名門、表示灯に入社。コンスタントに活躍を続け、後身の名古屋フラーテルと合わせ2年連続4冠を達成。

- 日本代表でも2006年12月現在5キャップを獲得。2008年4月に岐阜県グリーンタジアムで行われる、北京五輪最終予選突破を目指していたが、出場権獲得ならず。

## データ

### 国際試合での出場歴（ランキング）
- 2006年 ワールドカップ予選（5位）
- 2004年 高円宮4カ国対抗（3位）